# Traités du Cateau-Cambrésis

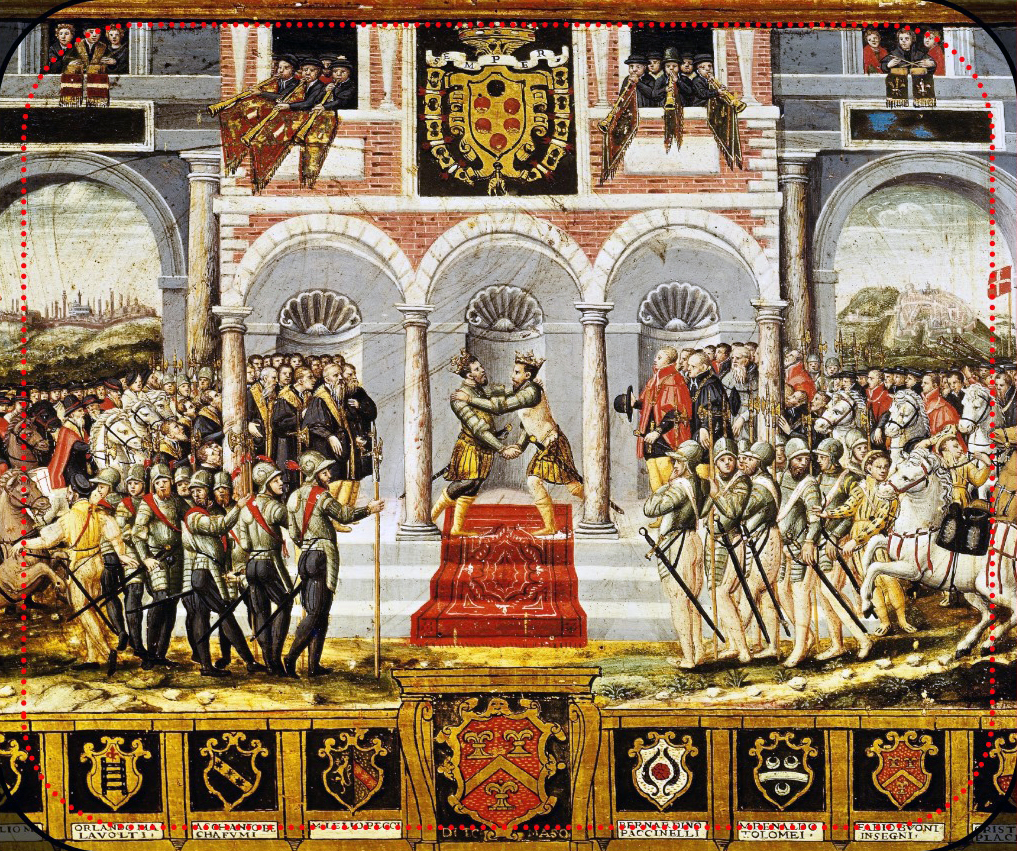
La paix du Cateau-Cambrésis ou la réconciliation symbolique entre la France et l'Espagne.
Huile sur bois, école française, XVIe siècle, Palazzo Pubblico (Sienne).

La paix du Cateau-Cambrésis est formalisée par deux traités signés les 2 et 3 avril 1559. Ils mettent un terme à la onzième guerre d'Italie, entre la France d'un côté, l'Espagne et le Saint-Empire romain germanique de l'autre. Les deux traités sont signés par la France, pour le premier par l'Angleterre d’Élisabeth Ire et pour le second par l'Espagne de Philippe II.
Ces actes sont considérés comme les traités européens les plus importants du XVIe siècle, dont les clauses sont restées en vigueur pendant plus d'un siècle. La paix ainsi conclue entraîne aussi une situation géopolitique nouvelle marquée par l'obligation de la France d'abandonner sa politique d'ingérence en Italie. Elle met définitivement fin aux guerres d'Italie et ouvre la voie à la prédominance espagnole en Europe.
Les traités doivent leur nom à la commune du Cateau-Cambrésis, située à 20 km environ à l'est de Cambrai. Les discussions avaient commencé à l'abbaye de Cercamp et ont été achevées au château du Cateau-Cambrésis.

## Premier traité (12 marset2 avril 1559)
Le premier traité du Cateau-Cambrésis fut conclu en deux temps, le 12 mars et le 2 avril 1559, entre les plénipotentiaires d’Henri II, roi de France, et ceux d’Élisabeth Ire, reine d'Angleterre. En effet, le 17 novembre 1558, Élisabeth succéda à sa demi-sœur Marie Tudor, épouse catholique du roi d'Espagne Philippe II. Une des premières manifestations de son pouvoir fut d'instituer la religion anglicane comme religion d'État, et de s'en nommer chef suprême. Le besoin de stabilité créé par cette succession ouvrit ainsi la porte à la signature d'une paix séparée entre France et Angleterre.
Pour l'Espagne, il devenait évident que l'Angleterre serait une alliée plus politique que religieuse. Élisabeth, jeune reine préoccupée d'asseoir son pouvoir en Angleterre, abandonna Calais à la France, en contrepartie d'un versement de 500 000 écus. Calais avait été enlevée par surprise aux Anglais le 8 janvier 1558, après un siège de seulement huit jours (Édouard III avait mis onze mois à prendre la ville en 1347) par le lieutenant-général du royaume François de Guise, revenu en toute hâte d'Italie après le désastre de Saint-Quentin, et, emporté par son élan, avait aussi repris Arlon et Thionville.

## Second traité (3 avril 1559)

### Particularités
Le second traité, également appelé paix du Cateau-Cambrésis, fut négocié à l'abbaye de Cercamps (près d'Arras), et signé le 3 avril 1559 entre les plénipotentiaires des rois de France et d'Espagne, Henri II et Philippe II. Il mit fin aux guerres d'Italie et à l'ingérence française dans la péninsule. C'est en 1494, soixante-cinq ans auparavant, que Charles VIII était entré à Florence. Toutefois, ce traité est surtout notable par la longévité des accords qu'il entérine (ils seront confirmés à quelques détails près lors de la paix de Vervins en 1598, et respectés pendant près d'un siècle), autant que par l'ouverture d'une ère nouvelle en géopolitique.

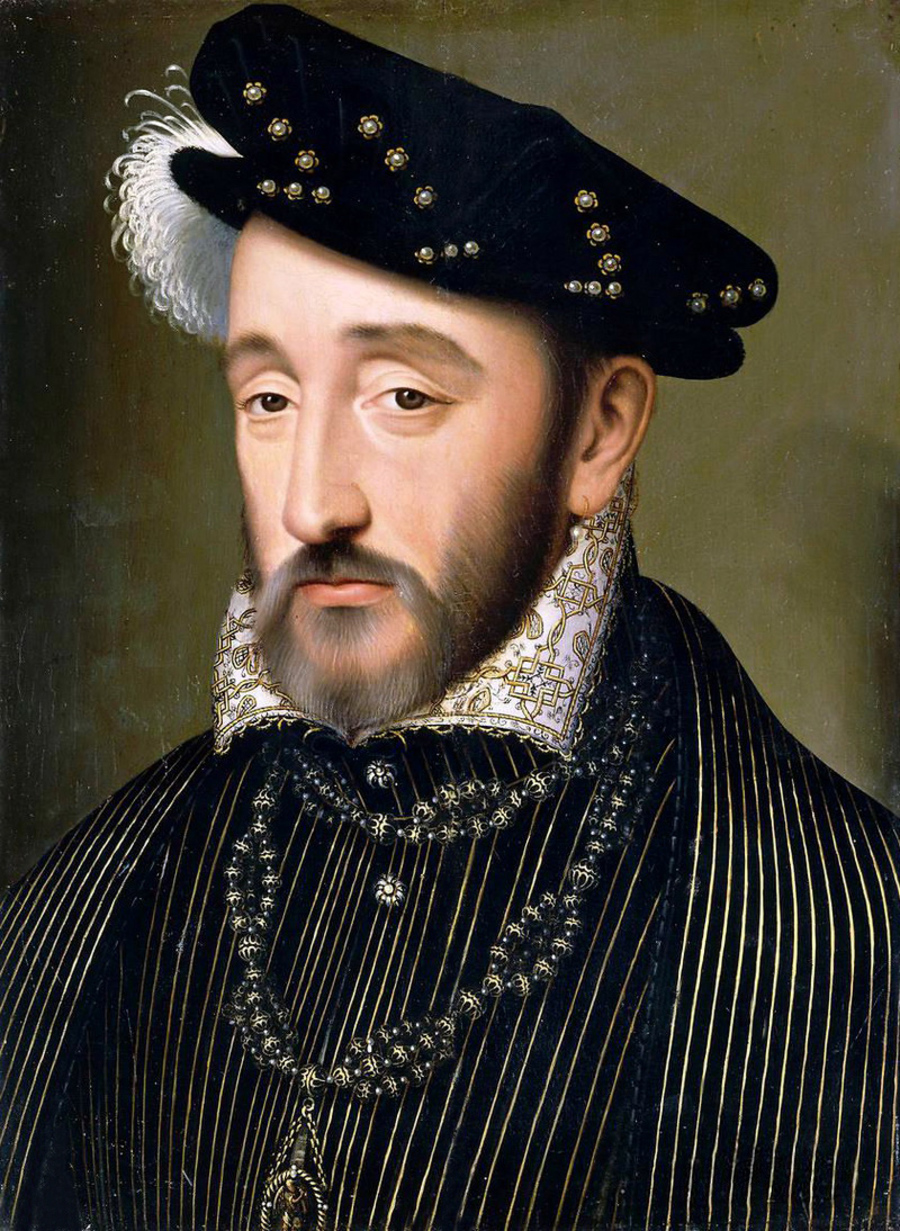
Henri II de France.
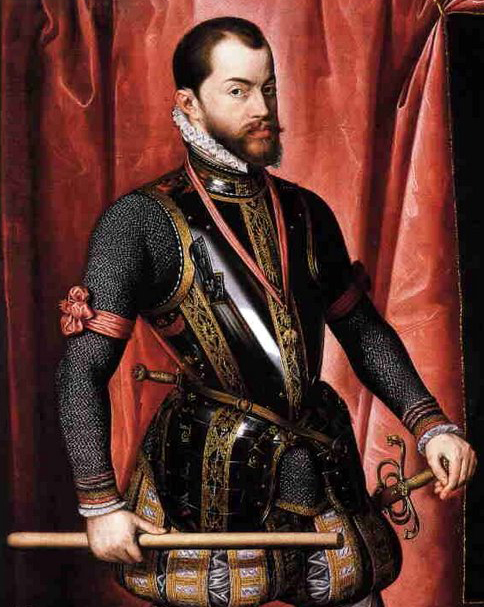
Philippe II d'Espagne.

### Contexte politique
Cette paix était devenue nécessaire aux deux parties épuisées financièrement, au point de risquer la banqueroute. Leurs bailleurs de fonds (les banquiers d'Anvers notamment) étaient ruinés par une crise économique (1557-1559) sans précédent. La France, déjà affaiblie économiquement par les défaites de Saint-Quentin (1557) et Gravelines (1558), était de plus en proie à des troubles religieux. Le roi Henri II  espérait profiter de la paix pour réduire la Réforme protestante. Depuis trois ans, le protestantisme ne cessait de se développer malgré ses édits répressifs.
Toutefois, la Réforme protestante grandissait aussi en Flandres, et même sur le sol espagnol. Philippe II d'Espagne, voulant affermir son gouvernement à Valladolid alors capitale du royaume, se préparait à y faire éteindre par l'Inquisition un foyer réformé de même qu'à Séville. Les autodafés allaient se succéder dans les mois à venir. L'Espagne, par ailleurs, sentait grandir sa vocation coloniale et évangélisatrice au Nouveau Monde, et cherchait à faire de la France une alliée dans sa lutte contre la Réforme.

### Clauses
L'Empereur germanique Ferdinand Ier, propre oncle de Philippe II, ne fut pas représenté lors des tractations. Aussi la question des Trois-Évêchés jusque-là germaniques : Metz, Toul et Verdun, ne fut-elle pas abordée dans le traité, et ces trois places restèrent de facto à la France qui les avait conquises et occupées depuis 1552.
La France dut par contre rendre le duché de Savoie et les principales places du Piémont, le Charolais, le Bugey et la Bresse au duc de Savoie Emmanuel-Philibert, allié de l'Espagne. Elle dut aussi rendre la Corse à la république de Gênes, le marquisat de Montferrat au duc de Mantoue, et renoncer à ses prétentions sur le Milanais et sur la Franche-Comté.
Si elle devait encore libérer les places qu'elle avait occupées en Flandres, elle put cependant garder en Piémont les villes de Pignerol, Savillan, Chivas, Chieri et le marquisat de Saluces, et récupérer quelques places en Picardie : Saint-Quentin, Ham, Le Catelet.

### Conséquences du traité
L'Espagne gardera dorénavant jusqu'au début du XVIIIe siècle une domination assurée (soit directement soit indirectement) sur les États de la péninsule italienne, hormis sur les républiques de Gênes et de Venise, et les États de Savoie et Piémont. Pour montrer que cette domination ne connaît pas d'exception, le duc d'Albe aura même obligé le pape Paul IV, allié des Français, à capituler formellement en 1557. Les papes suivants seront les alliés obligés de l'Espagne dans la lutte contre la Réforme. Le traité du Cateau-Cambrésis, en faisant entrer l'Italie dans une longue période de paix et stabilité économique (que les critiques appellent stagnation) et intellectuelle (Vico, Bruno, Galilée), marque l'arrêt de la Renaissance italienne et le passage à la splendeur du Baroque (Vivaldi, Le Bernin, Le Caravage).
Le traité prévoyait aussi de consolider la paix par des mariages royaux : le roi de France Henri II offrait ainsi sa fille aînée, Élisabeth de France, au roi d'Espagne Philippe II, veuf pour la deuxième fois depuis la mort de Marie Tudor. Il mariait d'autre part sa sœur, Marguerite de France, duchesse de Berry, au duc de Savoie Emmanuel-Philibert. La dynastie qui donnera au XIXe siècle ses premiers rois à l'Italie est ainsi confortée. Cependant, c'est pendant ces festivités organisées pour les mariages royaux que le roi Henri II sera mortellement blessé, lors d'un tournoi. Sa mort laissera la France entre les mains de Catherine de Médicis et de ses nombreux enfants, aux prises avec les guerres de Religion, favorisées elles-mêmes par la démobilisation de la noblesse française à la suite de ces traités, les troubles intérieurs succédant aux guerres extérieures.

## Textes
- Traité du Cateau-Cambrésis (France et Espagne) (Wikisource)
- (en) Treaty of Cateau-Cambrésis (England and France) (Wikisource anglophone)
- (la) Tractatus Pacis Castelli Cameracensis (Anglia et Francia) (Wikisource)
- Texte complet des traités en français original
- Photocopies du traité franco-espagnol de Cateau-Cambrésis dans le texte original espagnol – ieg-friedensvertraege.de Institut Leibniz d'Histoire Européenne